# Heiligkreuztal
Heiligkreuztal is een plaats in de Duitse gemeente Altheim (bei Riedlingen), deelstaat Baden-Württemberg, en telt 277 inwoners (2003).

## Historie
zie abdij Heiligkreuztal